# Полуотворен задњи нелабијализован самогласник
| [ повећај ]                                                     | предњи                                                                | готово предњи                                                         | средњи                                                                | готово задњи                                                          | задњи                                                                 |
| затворен                                                        | \| i · yɨ · ʉɯ · uɪ ʏ ʊe · øɘ · ɵɤ · oəɛ · œɜ · ɞʌ · ɔæɐa · ɶɑ · ɒ \| | \| i · yɨ · ʉɯ · uɪ ʏ ʊe · øɘ · ɵɤ · oəɛ · œɜ · ɞʌ · ɔæɐa · ɶɑ · ɒ \| | \| i · yɨ · ʉɯ · uɪ ʏ ʊe · øɘ · ɵɤ · oəɛ · œɜ · ɞʌ · ɔæɐa · ɶɑ · ɒ \| | \| i · yɨ · ʉɯ · uɪ ʏ ʊe · øɘ · ɵɤ · oəɛ · œɜ · ɞʌ · ɔæɐa · ɶɑ · ɒ \| | \| i · yɨ · ʉɯ · uɪ ʏ ʊe · øɘ · ɵɤ · oəɛ · œɜ · ɞʌ · ɔæɐa · ɶɑ · ɒ \| |
| готово затворен                                                 | \| i · yɨ · ʉɯ · uɪ ʏ ʊe · øɘ · ɵɤ · oəɛ · œɜ · ɞʌ · ɔæɐa · ɶɑ · ɒ \| | \| i · yɨ · ʉɯ · uɪ ʏ ʊe · øɘ · ɵɤ · oəɛ · œɜ · ɞʌ · ɔæɐa · ɶɑ · ɒ \| | \| i · yɨ · ʉɯ · uɪ ʏ ʊe · øɘ · ɵɤ · oəɛ · œɜ · ɞʌ · ɔæɐa · ɶɑ · ɒ \| | \| i · yɨ · ʉɯ · uɪ ʏ ʊe · øɘ · ɵɤ · oəɛ · œɜ · ɞʌ · ɔæɐa · ɶɑ · ɒ \| | \| i · yɨ · ʉɯ · uɪ ʏ ʊe · øɘ · ɵɤ · oəɛ · œɜ · ɞʌ · ɔæɐa · ɶɑ · ɒ \| |
| полузатворен                                                    | \| i · yɨ · ʉɯ · uɪ ʏ ʊe · øɘ · ɵɤ · oəɛ · œɜ · ɞʌ · ɔæɐa · ɶɑ · ɒ \| | \| i · yɨ · ʉɯ · uɪ ʏ ʊe · øɘ · ɵɤ · oəɛ · œɜ · ɞʌ · ɔæɐa · ɶɑ · ɒ \| | \| i · yɨ · ʉɯ · uɪ ʏ ʊe · øɘ · ɵɤ · oəɛ · œɜ · ɞʌ · ɔæɐa · ɶɑ · ɒ \| | \| i · yɨ · ʉɯ · uɪ ʏ ʊe · øɘ · ɵɤ · oəɛ · œɜ · ɞʌ · ɔæɐa · ɶɑ · ɒ \| | \| i · yɨ · ʉɯ · uɪ ʏ ʊe · øɘ · ɵɤ · oəɛ · œɜ · ɞʌ · ɔæɐa · ɶɑ · ɒ \| |
| средњи                                                          | \| i · yɨ · ʉɯ · uɪ ʏ ʊe · øɘ · ɵɤ · oəɛ · œɜ · ɞʌ · ɔæɐa · ɶɑ · ɒ \| | \| i · yɨ · ʉɯ · uɪ ʏ ʊe · øɘ · ɵɤ · oəɛ · œɜ · ɞʌ · ɔæɐa · ɶɑ · ɒ \| | \| i · yɨ · ʉɯ · uɪ ʏ ʊe · øɘ · ɵɤ · oəɛ · œɜ · ɞʌ · ɔæɐa · ɶɑ · ɒ \| | \| i · yɨ · ʉɯ · uɪ ʏ ʊe · øɘ · ɵɤ · oəɛ · œɜ · ɞʌ · ɔæɐa · ɶɑ · ɒ \| | \| i · yɨ · ʉɯ · uɪ ʏ ʊe · øɘ · ɵɤ · oəɛ · œɜ · ɞʌ · ɔæɐa · ɶɑ · ɒ \| |
| полуотворен                                                     | \| i · yɨ · ʉɯ · uɪ ʏ ʊe · øɘ · ɵɤ · oəɛ · œɜ · ɞʌ · ɔæɐa · ɶɑ · ɒ \| | \| i · yɨ · ʉɯ · uɪ ʏ ʊe · øɘ · ɵɤ · oəɛ · œɜ · ɞʌ · ɔæɐa · ɶɑ · ɒ \| | \| i · yɨ · ʉɯ · uɪ ʏ ʊe · øɘ · ɵɤ · oəɛ · œɜ · ɞʌ · ɔæɐa · ɶɑ · ɒ \| | \| i · yɨ · ʉɯ · uɪ ʏ ʊe · øɘ · ɵɤ · oəɛ · œɜ · ɞʌ · ɔæɐa · ɶɑ · ɒ \| | \| i · yɨ · ʉɯ · uɪ ʏ ʊe · øɘ · ɵɤ · oəɛ · œɜ · ɞʌ · ɔæɐa · ɶɑ · ɒ \| |
| готово отворен                                                  | \| i · yɨ · ʉɯ · uɪ ʏ ʊe · øɘ · ɵɤ · oəɛ · œɜ · ɞʌ · ɔæɐa · ɶɑ · ɒ \| | \| i · yɨ · ʉɯ · uɪ ʏ ʊe · øɘ · ɵɤ · oəɛ · œɜ · ɞʌ · ɔæɐa · ɶɑ · ɒ \| | \| i · yɨ · ʉɯ · uɪ ʏ ʊe · øɘ · ɵɤ · oəɛ · œɜ · ɞʌ · ɔæɐa · ɶɑ · ɒ \| | \| i · yɨ · ʉɯ · uɪ ʏ ʊe · øɘ · ɵɤ · oəɛ · œɜ · ɞʌ · ɔæɐa · ɶɑ · ɒ \| | \| i · yɨ · ʉɯ · uɪ ʏ ʊe · øɘ · ɵɤ · oəɛ · œɜ · ɞʌ · ɔæɐa · ɶɑ · ɒ \| |
| отворен                                                         | \| i · yɨ · ʉɯ · uɪ ʏ ʊe · øɘ · ɵɤ · oəɛ · œɜ · ɞʌ · ɔæɐa · ɶɑ · ɒ \| | \| i · yɨ · ʉɯ · uɪ ʏ ʊe · øɘ · ɵɤ · oəɛ · œɜ · ɞʌ · ɔæɐa · ɶɑ · ɒ \| | \| i · yɨ · ʉɯ · uɪ ʏ ʊe · øɘ · ɵɤ · oəɛ · œɜ · ɞʌ · ɔæɐa · ɶɑ · ɒ \| | \| i · yɨ · ʉɯ · uɪ ʏ ʊe · øɘ · ɵɤ · oəɛ · œɜ · ɞʌ · ɔæɐa · ɶɑ · ɒ \| | \| i · yɨ · ʉɯ · uɪ ʏ ʊe · øɘ · ɵɤ · oəɛ · œɜ · ɞʌ · ɔæɐa · ɶɑ · ɒ \| |
| i · yɨ · ʉɯ · uɪ ʏ ʊe · øɘ · ɵɤ · oəɛ · œɜ · ɞʌ · ɔæɐa · ɶɑ · ɒ |                                                                       |                                                                       |                                                                       |                                                                       |                                                                       |

Полуотворен задњи нелабијализован самогласник је самогласник, који се користи у неким говорним језицима. Симбол у Међународној фонетској азбуци који представља овај звук је , и одговарајући X-SAMPA симбол је .
ИПА симбол је обрнуто латинично слово v, а не мањи облик великог грчког слова ламбда, Λ λ. У транскрипцијама за неке језике (укључујући и неколико дијалекта енглеског), овај симбол се користи и за готово отворен самогласник средњег реда.

## Карактеристике
- Висина самогласника је полуотворен, што значи да је врх језика постављен између отвореног самогласника и средњег самогласника.
- Место изговора је задњи, што значи да је врх језика постављен што ближе задњем делу уста без стварања сужења да би се сматрао као сугласник.
- Лабијализованост самогласника је нелабијализован, што значи да су усне раширене.

## Појава
| Језик       | Језик          | Реч | ИПА | Значење          | Напомене                                                         |
| ----------- | -------------- | --- | --- | ---------------- | ---------------------------------------------------------------- |
| Енглески    | њуфаундлендски |     |     | 'плус'           | Мање предњи него други дијалекти. Види енглеску фонологију       |
| Енглески    | филаделфијски  |     |     | 'плус'           | Мање предњи него други дијалекти. Види енглеску фонологију       |
| Ирски       | Ирски          |     |     | 'уље'            | Види ирску фонологију                                            |
| Корејски    | Корејски       |     |     | 'казна'          | Види корејску фонологију                                         |
| Вијетнамски | Вијетнамски    |     |     | 'услуга; милост' | Такође анализиран као средњег реда . Види вијетнамску фонологију |